# 北大街站 (南通市)
北大街站是南通轨道交通2号线的地铁车站，位于中华人民共和国江苏省南通市崇川区北大街与永怡路交叉口地下，于2023年12月27日开通。

## 车站结构
北大街站沿北大街设置，呈南北走向，车站长270.6米，为地下二层岛式站台车站。车站地下一层为站厅层，地下二层为站台层。车站北侧设置一条单渡线。
| 地面              | 出入口 | 1、2、3、4出入口                                                                                  |
| 地下一层          | 站厅   | 客服中心、自动售票机、验票机                                                                      |
| 地下二层          | 站台层 | \| \| \| 2号线往幸福（长岸） \| \| 島式 · 開左邊车门 \| \| \| \| \| \| 2号线往先锋（北城大桥） \| |
|                   |        | 2号线往幸福（长岸）                                                                               |
| 島式 · 開左邊车门 |        |                                                                                                   |
|                   |        | 2号线往先锋（北城大桥）                                                                           |

## 车站出口
北大街站共设4个出口，各出口及周围设施如下所示：
| 编号                | 周边信息                   | 照片  | 无障碍设施 |
| ------------------- | -------------------------- | ----- | ---------- |
| 1 · 出口            | 北大街（西），永怡路（北） |       | 不適用     |
| 2 · 出口            | 北大街（西），永怡路（南） |       | 不適用     |
| 3 · 出口            | 北大街（东），永怡路（南） |       | 不適用     |
| 4 · 出口 · （设有） | 北大街（东），永怡路（北） | 4号口 |            |
| 图例： 设有         |                            |       |            |

## 接驳交通

### 公交车
- 华润中心·万象城：32路，33路，45路，55路，655路机场公交专线，G1路
- 嘉御龙庭小区·金域蓝湾：19路，33路，655路机场公交专线
- 永怡路北大街西：19路，32路

## 车站历史
该站规划与建设时名称为永怡路站，开通前更名为北大街站。
- 2020年
  - 4月18日，车站主体结构封顶[2]。
  - 8月14日，正式站名公布，本站命名为北大街站[4]。
- 2023年12月27日，随2号线一期工程通车一同开通[1]。